# Epoligosita albiscutellum
Epoligosita albiscutellum är en stekelart som beskrevs av Yousuf och Shafee 1988. Epoligosita albiscutellum ingår i släktet Epoligosita och familjen hårstrimsteklar. Inga underarter finns listade i Catalogue of Life.